# Violetta Live
Violetta Live International Tour fue una gira de despedida de la serie de televisión de Disney Channel Violetta. Contó con los actores originales de la serie, como Martina Stoessel (Violetta), Jorge Blanco (León), Diego Domínguez (Diego), Mercedes Lambre (Ludmila) Candelaria Molfese (Camila), Lodovica Comello (Francesca), Ruggero Pasquarelli (Federico), Alba Rico (Naty), Facundo Gambandé (Maxi) y Samuel Nascimento (Broduey). Finalizado el Tour se estima que recaudaron un total de más de 80 millones de dólares convirtiéndose en una de las giras con mayor recaudación en el 2015.

## Antecedentes
Se anunció 25 de agosto de 2014 en el sitio italiano Bambini que el elenco de Violetta, hará una nueva gira mundial y se presentara en España, Portugal, Italia, Francia, Países Bajos, Bélgica, Suiza, Alemania y Polonia. Después de Europa, el espectáculo irá a América Latina, visitando países como México, Uruguay, Colombia, Chile, Panamá, Brasil, Ecuador, Paraguay, Perú y Argentina. Después de unos conciertos más se despide Violetta con su gira en Niza, Francia. Violetta llevó su gira a 12 países de Europa, visitando más de 40 ciudades distintas alrededor del continente y a 12 países también en América Latina, presentándose en más de 20 ciudades diferentes.

## Elenco
El 17 de noviembre de 2014 The Walt Disney Company anunció los miembros del elenco que asistirán a la gira mundial. El elenco anunciado se conforma por: 
- Tini Stoessel como Violetta Castillo
- Jorge Blanco como León Vargas
- Diego Domínguez como Diego Hernández
- Mercedes Lambre como Ludmila Ferro
- Ruggero Pasquarelli como Federico Paccini (parte de la gira Europea la deja para audicionar para Soy Luna)
- Candelaria Molfese como Camila Torres
- Samuel Nascimento como Broduey Silva
- Alba Rico como Natalia "Naty" Vidal
- Facundo Gambandé como Maximiliano "Maxi" Ponte

## Idioma de la presentación
Hablando los protagonistas del elenco en español, exceptuando a Samuel Nascimento, (que también habla portugués) a Ruggero Pasquarelli (que también hablan italiano), y presentándose en distintas partes de Europa, en donde el español, portugués e italiano no son comprendidos, debieron presentar las partes habladas del show en distintos idiomas, ya sean ajenos a su lengua materna o no. A continuación se detalla en qué idioma hablaron los protagonistas, dependiendo del destino:
- España,  Argentina,  Uruguay,  Paraguay,  Ecuador,  Perú,  México,  Colombia,  Panamá,  República Dominicana,   Bolivia  Chile,  Venezuela
- Francia, Suiza: francés, con un acompañante nativo francés.
- Países Bajos: Inglés, con una acompañante nativa holandesa.
- Bélgica: Inglés, con el acompañante francés y una acompañante flamenca.
- Alemania,  Austria : inglés, con una acompañante nativo alemán.
- Polonia: inglés, con una acompañante nativa polaca.
- Italia: italiano.
- Portugal,  Brasil : portugués.
- Hungría: inglés, con una acompañante nativa húngara.
- Rumania: inglés, con una acompañante nativa rumana.

## Escenario
La Gira Mundial de Violetta Live tuvo en su totalidad dos tipos de escenario, uno para Europa y otro para Latinoamérica.
El escenario gigante se usaba para los estadios de Europa. El escenario contaba con cuatro tarimas (En las primeras 2, mientras se subía, se hacían más pequeñas. Y en las otras dos, estaban situadas a los extremos del escenario, con una forma circular). También contaba con ocho pantallas LED, dos para las tarimas de abajo, cuatro por la parte de arriba y dos a cada extremo del escenario, las dos pantallas de abajo estaban de forma tipo escalera hacia adentro de forma semicircular, las cuatro de arriba en forma tipo escalera hacia afuera de forma semicircular (Las pantallas de la parte de arriba se movían hacia arriba y abajo acorde a cada canción para darle una forma diferente al escenario) y las pantallas situadas a cada extremo del escenario, eran de forma rectangular y ahí se proyectaban a las personas cantar, bailar o dialogar. Contaba con cinco escaleras (Dos para la tarima del medio, dos para las tarimas circulares de cada extremo y una temporal para colocarla en el medio del escenario para canciones especiales). Contaba con una pantalla de proyección detrás de las pantallas LED y allí se proyectaban luces LED de varios colores para cada canción. Y también contaba con luces LED en todas las partes del escenario. 
El escenario pequeño se usaba para los teatros o auditorios de Latinoamérica. Este escenario contaba con tres tarimas, en donde mientras se subía, se hacían más pequeñas. Contaba con diez pantallas LED, tres para las tarimas de abajo de forma tipo escalera, una para la parte central superior del escenario, dos para cada lado de la pantalla central superior y dos más para los extremos del escenario en donde se proyectaban las personas cantar, bailar o dialogar (Todas eran de forma rectangular). Contaba con tres escaleras (Una para cada lado de la tarima y una en medio). Y también contaba con luces LED en todas las partes del escenario.

## Lista de canciones (Según los países)
| España - Portugal - Francia - Países Bajos - Bélgica - Suiza - Alemania - Polonia |
| --- |
| 1. En Gira (Martina Stoessel, Jorge Blanco, Diego Domínguez, Mercedes Lambre, Ruggero Pasquarelli, Candelaria Molfese, Samuel Nascimento, Alba Rico y Facundo Gambandé) 2. Tienes El Talento (Martina Stoessel, Jorge Blanco, Diego Domínguez, Mercedes Lambre, Ruggero Pasquarelli, Candelaria Molfese, Samuel Nascimento, Alba Rico y Facundo Gambandé) 3. Euforia (Martina Stoessel, Jorge Blanco, Diego Domínguez, Mercedes Lambre, Ruggero Pasquarelli, Candelaria Molfese, Samuel Nascimento, Alba Rico y Facundo Gambandé) 4. Habla Si Puedes (Martina Stoessel) 5. Podemos (Martina Stoessel y Jorge Blanco) 6. Are You Ready For The Ride? (Jorge Blanco, Ruggero Pasquarelli, Diego Domínguez, Samuel Nascimento y Facundo Gambandé) 7. Alcancemos Las Estrellas (Martina Stoessel, Mercedes Lambre, Candelaria Molfese y Alba Rico) 8. Voy Por Ti (versión acústica) (Jorge Blanco) 9. Voy Por Ti (Jorge Blanco) 10. Underneath It All (Martina Stoessel) 11. Luz, Cámara, Acción (Ruggero Pasquarelli) 12. Código Amistad (Martina Stoessel y Candelaria Molfese) 13. Entre Dos Mundos (Jorge Blanco) 14. Peligrosamente Bellas (Mercedes Lambre y Alba Rico) 15. Veo Veo (Martina Stoessel y Candelaria Molfese) 16. Yo Soy Así (Diego Domínguez) 17. Supercreativa (Martina Stoessel) 18. Te Esperaré (Jorge Blanco) 19. Cómo Quieres (Martina Stoessel) 20. Ven Con Nosotros (Jorge Blanco, Ruggero Pasquarelli, Diego Domínguez, Samuel Nascimento y Facundo Gambandé) 21. Ser Quien Soy (a cappella) (Diego Domínguez) 22. On Beat (Martina Stoessel, Jorge Blanco, Diego Domínguez, Mercedes Lambre, Ruggero Pasquarelli, Candelaria Molfese, Samuel Nascimento, Alba Rico y Facundo Gambandé) 23. Juntos Somos Más (Jorge Blanco, Diego Domínguez, Mercedes Lambre, Ruggero Pasquarelli, Candelaria Molfese, Samuel Nascimento, Alba Rico y Facundo Gambandé) 24. Soy Mi Mejor Momento (versión acústica) (Martina Stoessel) 25. Soy Mi Mejor Momento (Martina Stoessel) 26. Ser Mejor (Martina Stoessel, Jorge Blanco, Diego Domínguez, Mercedes Lambre, Ruggero Pasquarelli, Candelaria Molfese, Samuel Nascimento, Alba Rico y Facundo Gambandé) 27. En Gira [Final] (Martina Stoessel, Jorge Blanco, Diego Domínguez, Mercedes Lambre, Ruggero Pasquarelli, Candelaria Molfese, Samuel Nascimento, Alba Rico y Facundo Gambandé) 28. Te Creo (Martina Stoessel) 29. En Mi Mundo (Martina Stoessel, Jorge Blanco, Diego Domínguez, Mercedes Lambre, Ruggero Pasquarelli, Candelaria Molfese, Samuel Nascimento, Alba Rico y Facundo Gambandé) Extra 1. Libre Soy (Martina Stoessel) |

| Italia |
| --- |
| 1. En Gira (Martina Stoessel, Jorge Blanco, Lodovica Comello, Diego Domínguez, Mercedes Lambre, Candelaria Molfese, Ruggero Pasquarelli, Alba Rico, Facundo Gambandé y Samuel Nascimento) 2. Tienes El Talento (Martina Stoessel, Jorge Blanco, Lodovica Comello, Diego Domínguez, Mercedes Lambre, Candelaria Molfese, Ruggero Pasquarelli, Alba Rico, Facundo Gambandé y Samuel Nascimento) 3. Euforia (Martina Stoessel, Jorge Blanco, Lodovica Comello, Diego Domínguez, Mercedes Lambre, Candelaria Molfese, Ruggero Pasquarelli, Alba Rico, Facundo Gambandé y Samuel Nascimento) 4. Habla Si Puedes (Martina Stoessel) 5. Podemos (Martina Stoessel y Jorge Blanco) 6. Are You Ready For The Ride? (Jorge Blanco, Ruggero Pasquarelli, Diego Domínguez, Samuel Nascimento y Facundo Gambandé) 7. Alcancemos Las Estrellas (Martina Stoessel, Mercedes Lambre, Lodovica Comello, Candelaria Molfese y Alba Rico) 8. Voy Por Ti (versión acústica) (Jorge Blanco) 9. Voy Por Ti (Jorge Blanco) 10. Underneath It All (Martina Stoessel) 11. Luz, Cámara, Acción (Ruggero Pasquarelli) 12. Código Amistad (Martina Stoessel, Lodovica Comello y Candelaria Molfese) 13. Entre Dos Mundos (Jorge Blanco) 14. Peligrosamente Bellas (Mercedes Lambre y Alba Rico) 15. Veo Veo (Martina Stoessel, Lodovica Comello y Candelaria Molfese) 16. Yo Soy Así (Diego Domínguez) 17. Supercreativa (Martina Stoessel) 18. Te Esperaré (Jorge Blanco) 19. Cómo Quieres (Martina Stoessel) 20. Ven Con Nosotros (Jorge Blanco, Ruggero Pasquarelli, Diego Domínguez, Samuel Nascimento y Facundo Gambandé) 21. Ser Quien Soy (a cappella) (Diego Domínguez) 22. On Beat (Martina Stoessel, Jorge Blanco, Lodovica Comello, Diego Domínguez, Mercedes Lambre, Candelaria Molfese, Ruggero Pasquarelli, Alba Rico, Facundo Gambandé y Samuel Nascimento) 23. Juntos Somos Más (Jorge Blanco, Lodovica Comello, Diego Domínguez, Mercedes Lambre, Candelaria Molfese, Ruggero Pasquarelli, Alba Rico, Facundo Gambandé y Samuel Nascimento) 24. Soy Mi Mejor Momento (versión acústica) (Martina Stoessel) 25. Soy Mi Mejor Momento (Martina Stoessel) 26. Ser Mejor (Martina Stoessel, Jorge Blanco, Lodovica Comello, Diego Domínguez, Mercedes Lambre, Candelaria Molfese, Ruggero Pasquarelli, Alba Rico, Facundo Gambandé y Samuel Nascimento) 27. En Gira [Final] (Martina Stoessel, Jorge Blanco, Lodovica Comello, Diego Domínguez, Mercedes Lambre, Candelaria Molfese, Ruggero Pasquarelli, Alba Rico, Facundo Gambandé y Samuel Nascimento) 28. Te Creo (Martina Stoessel) 29. Nel Mio Mundo (Martina Stoessel, Jorge Blanco, Lodovica Comello, Diego Domínguez, Mercedes Lambre, Candelaria Molfese, Ruggero Pasquarelli, Alba Rico, Facundo Gambandé y Samuel Nascimento) Extra 1. Libre Soy (Martina Stoessel) |

| Argentina - Uruguay - Paraguay - Ecuador - Perú - México - Colombia - Panamá - República Dominicana - Bolivia - Chile – Venezuela |
| --- |
| 1. En Gira (Martina Stoessel, Jorge Blanco, Diego Domínguez, Mercedes Lambre, Candelaria Molfese, Ruggero Pasquarelli, Alba Rico, Facundo Gambandé y Samuel Nascimento) 2. Tienes El Talento (Martina Stoessel, Jorge Blanco, Diego Domínguez, Mercedes Lambre, Candelaria Molfese, Ruggero Pasquarelli, Alba Rico, Facundo Gambandé y Samuel Nascimento) 3. Euforia (Martina Stoessel, Jorge Blanco, Diego Domínguez, Mercedes Lambre, Candelaria Molfese, Ruggero Pasquarelli, Alba Rico, Facundo Gambandé y Samuel Nascimento) 4. Habla Si Puedes (Martina Stoessel) 5. Podemos (Martina Stoessel y Jorge Blanco) 6. Are You Ready For The Ride? (Jorge Blanco, Ruggero Pasquarelli, Diego Domínguez, Samuel Nascimento y Facundo Gambandé) 7. Alcancemos Las Estrellas (Martina Stoessel, Mercedes Lambre, Candelaria Molfese y Alba Rico) 8. Voy Por Ti (versión acústica) (Jorge Blanco) 9. Voy Por Ti (Jorge Blanco) 10. Underneath It All (Martina Stoessel) 11. Luz, Cámara, Acción (Ruggero Pasquarelli) 12. Código Amistad (Martina Stoessel y Candelaria Molfese) 13. Entre Dos Mundos (Jorge Blanco) 14. Peligrosamente Bellas (Mercedes Lambre y Alba Rico) 15. Veo Veo (Martina Stoessel y Candelaria Molfese) 16. Yo Soy Así (Diego Domínguez) 17. Supercreativa (Martina Stoessel) 18. Te Esperaré (Jorge Blanco) 19. Cómo Quieres (Martina Stoessel 20. Ven Con Nosotros (Jorge Blanco, Ruggero Pasquarelli, Diego Domínguez, Samuel Nascimento y Facundo Gambandé) 21. Ser Quien Soy (a cappella) (Diego Domínguez) 22. On Beat (Martina Stoessel, Jorge Blanco, Diego Domínguez, Mercedes Lambre, Candelaria Molfese, Ruggero Pasquarelli, Alba Rico, Facundo Gambandé y Samuel Nascimento) 23. Juntos Somos Más (Jorge Blanco, Diego Domínguez, Mercedes Lambre, Candelaria Molfese, Ruggero Pasquarelli, Alba Rico, Facundo Gambandé y Samuel Nascimento) 24. Soy Mi Mejor Momento (versión acústica) (Martina Stoessel) 25. Soy Mi Mejor Momento (Martina Stoessel) 26. Ser Mejor (Martina Stoessel, Jorge Blanco, Diego Domínguez, Mercedes Lambre, Candelaria Molfese, Ruggero Pasquarelli, Alba Rico, Facundo Gambandé y Samuel Nascimento) 27. En Gira [Final] (Martina Stoessel, Jorge Blanco, Diego Domínguez, Mercedes Lambre, Candelaria Molfese, Ruggero Pasquarelli, Alba Rico, Facundo Gambandé y Samuel Nascimento) 28. Te Creo (Martina Stoessel) 29. En Mi Mundo (Martina Stoessel, Jorge Blanco, Diego Domínguez, Mercedes Lambre, Candelaria Molfese, Ruggero Pasquarelli, Alba Rico, Facundo Gambandé y Samuel Nascimento) Extra 1. Libre Soy (Martina Stoessel) |

| Brasil |
| --- |
| 1. En Gira - Martina Stoessel, Jorge Blanco, Diego Domínguez, Mercedes Lambre, Candelaria Molfese, Alba Rico, Facundo Gambandé y Samuel Nascimento 2. Euforia - Martina Stoessel, Jorge Blanco, Diego Domínguez, Mercedes Lambre, Candelaria Molfese, Alba Rico, Facundo Gambandé y Samuel Nascimento 3. Habla Si Puedes - Martina Stoessel 4. Abrázame y Verás - Martina Stoessel y Jorge Blanco 5. Te Fazer Feliz - Samuel Nascimento 6. Alcancemos Las Estrellas - Martina Stoessel, Mercedes Lambre, Candelaria Molfese y Alba Rico 7. Voy Por Ti (versión acústica) - Jorge Blanco 8. Voy Por Ti - Jorge Blanco 9. Underneath It All - Martina Stoessel 10. Más Que Dos - Martina Stoessel y Mercedes Lambre 11. Entre dos Mundos - Jorge Blanco 12. Peligrosamente Bellas - Mercedes Lambre y Alba Rico 13. Código Amistad - Martina Stoessel y Candelaria Molfese 14. Yo Soy Así - Diego Domínguez 15. Supercreativa - Martina Stoessel 16. Amor En El Aire - Jorge Blanco 17. Cómo Quieres - Martina Stoessel 18. Ven Con Nosotros - Jorge Blanco, Facundo Gambandé y Samuel Nascimento 19. Ser Quien Soy (a cappella) - Diego Domínguez 20. On Beat - Martina Stoessel, Jorge Blanco, Diego Domínguez, Mercedes Lambre, Candelaria Molfese, Alba Rico, Facundo Gambandé y Samuel Nascimento 21. Juntos Somos Más - Jorge Blanco, Diego Domínguez, Mercedes Lambre, Candelaria Molfese, Alba Rico, Facundo Gambandé y Samuel Nascimento 22. Soy Mi Mejor Momento (versión acústica) - Martina Stoessel 23. Soy Mi Mejor Momento - Martina Stoessel 24. Ser Mejor - Martina Stoessel, Jorge Blanco, Diego Domínguez, Mercedes Lambre, Candelaria Molfese, Alba Rico, Facundo Gambandé y Samuel Nascimento 25. En Gira [Final] - Martina Stoessel, Jorge Blanco, Diego Domínguez, Mercedes Lambre, Candelaria Molfese, Alba Rico, Facundo Gambandé y Samuel Nascimento 26. Te Creo - Martina Stoessel 27. En Mi Mundo - Martina Stoessel, Jorge Blanco, Diego Domínguez, Mercedes Lambre, Candelaria Molfese, Alba Rico, Facundo Gambandé y Samuel Nascimento Extra 1. Libre Soy - Martina Stoessel |

| Polonia - Hungría - Rumania - Austria - Francia - Alemania - Bélgica |
| --- |
| Abertura 1. En Gira (Martina Stoessel, Jorge Blanco, Diego Domínguez, Mercedes Lambre, Candelaria Molfese, Alba Rico, Facundo Gambandé y Samuel Nascimento) 2. Tienes El Talento (Martina Stoessel, Jorge Blanco, Diego Domínguez, Mercedes Lambre, Candelaria Molfese, Ruggero Pasquarelli, Alba Rico, Facundo Gambandé y Samuel Nascimento) 3. Euforia (Martina Stoessel, Jorge Blanco, Diego Domínguez, Mercedes Lambre, Candelaria Molfese, Alba Rico, Facundo Gambandé y Samuel Nascimento) 4. Habla Si Puedes (Martina Stoessel) 5. Abrázame y Verás (Martina Stoessel y Jorge Blanco) 6. Are You Ready For The Ride? (Jorge Blanco, Samuel Nascimento y Facundo Gambandé) 7. Alcancemos Las Estrellas (Martina Stoessel, Mercedes Lambre, Candelaria Molfese y Alba Rico) 8. Voy Por Ti (versión acústica) (Jorge Blanco) 9. Voy Por Ti (Jorge Blanco) 10. Underneath It All (Martina Stoessel) 11. Amor En El Aire (Jorge Blanco) 12. Código Amistad (Martina Stoessel y Candelaria Molfese) 13. Entre Dos Mundos (Jorge Blanco) 14. Peligrosamente Bellas (Mercedes Lambre y Alba Rico) 15. Veo Veo - acapella (Martina Stoessel y Candelaria Molfese) 16. Más Que Dos (Martina Stoessel y Mercedes Lambre) 17. Yo Soy Así (Diego Domínguez) 18. Supercreativa (Martina Stoessel) 19. Ven Con Nosotros (Jorge Blanco,Samuel Nascimento y Facundo Gambandé) 20. Cómo Quieres (Martina Stoessel 21. Ser Quien Soy (a cappella) (Diego Domínguez) 22. On Beat (Martina Stoessel, Jorge Blanco, Diego Domínguez, Mercedes Lambre, Candelaria Molfese, Alba Rico, Facundo Gambandé y Samuel Nascimento) 23. Juntos Somos Más (Jorge Blanco, Diego Domínguez, Mercedes Lambre, Candelaria Molfese, Alba Rico, Facundo Gambandé y Samuel Nascimento) 24. Soy Mi Mejor Momento (versión acústica) (Martina Stoessel) 25. Soy Mi Mejor Momento (Martina Stoessel) 26. Ser Mejor (Martina Stoessel, Jorge Blanco, Diego Domínguez, Mercedes Lambre, Candelaria Molfese, Alba Rico, Facundo Gambandé y Samuel Nascimento) 27. En Gira [Final] (Martina Stoessel, Jorge Blanco, Diego Domínguez, Mercedes Lambre, Candelaria Molfese, Alba Rico, Facundo Gambandé y Samuel Nascimento) 28. Te Creo (Martina Stoessel) 29. En Mi Mundo (Martina Stoessel, Jorge Blanco, Diego Domínguez, Mercedes Lambre, Candelaria Molfese, Alba Rico, Facundo Gambandé y Samuel Nascimento) Extra 1. Libre Soy (Martina Stoessel) 2. Crecimos Juntos - Martina Stoessel, Jorge Blanco, Diego Domínguez, Mercedes Lambre, Candelaria Molfese, Alba Rico, Facundo Gambandé y Samuel Nascimento |

| Italia |
| --- |
| Intro 1. En Gira - Martina Stoessel, Jorge Blanco, Diego Domínguez, Mercedes Lambre, Candelaria Molfese, Alba Rico, Facundo Gambandé y Samuel Nascimento 2. Tienes El Talento - Martina Stoessel, Jorge Blanco, Diego Domínguez, Mercedes Lambre, Candelaria Molfese, Alba Rico, Facundo Gambandé y Samuel Nascimento 3. Euforia - Martina Stoessel, Jorge Blanco, Diego Domínguez, Mercedes Lambre, Candelaria Molfese, Alba Rico, Facundo Gambandé y Samuel Nascimento 4. Habla Si Puedes - Martina Stoessel 5. Abrázame y Verás - Martina Stoessel y Jorge Blanco 6. Are You Ready For The Ride? - Jorge Blanco, Facundo Gambandé y Samuel Nascimento 7. Alcancemos Las Estrellas - Martina Stoessel, Mercedes Lambre, Candelaria Molfese y Alba Rico 8. Voy Por Ti (versión acústica) - Jorge Blanco 9. Voy Por Ti - Jorge Blanco 10. Underneath It All - Martina Stoessel 11. Quanto Amore Nell'aria - Jorge Blanco 12. Código Amistad - Martina Stoessel y Candelaria Molfese 13. Entre Dos Mundos - Jorge Blanco 14. Veo Veo (versión acústica) - Martina Stoessel y Candelaria Molfese 15. Más Que Dos - Martina Stoessel y Mercedes Lambre 16. Yo Soy Así - Diego Domínguez 17. Ven Con Nosotros - Jorge Blanco, Facundo Gambandé y Samuel Nascimento 18. Supercreativa - Martina Stoessel 19. Peligrosamente Bellas - Mercedes Lambre y Alba Rico 20. Cómo Quieres - Martina Stoessel 21. Ser Quien Soy (a capela) - Diego Domínguez 22. On Beat - Martina Stoessel, Jorge Blanco, Diego Domínguez, Mercedes Lambre, Candelaria Molfese, Alba Rico, Facundo Gambandé y Samuel Nascimento 23. Juntos Somos Más - Jorge Blanco, Diego Domínguez, Mercedes Lambre, Candelaria Molfese, Alba Rico, Facundo Gambandé y Samuel Nascimento 24. Il Mio Miglior Momento (versión acústica) - Martina Stoessel 25. Il Mio Miglior Momento - Martina Stoessel 26. Ser Mejor - Martina Stoessel, Jorge Blanco, Diego Domínguez, Mercedes Lambre, Candelaria Molfese, Alba Rico, Facundo Gambandé y Samuel Nascimento 27. En Gira [Despedida] - Martina Stoessel, Jorge Blanco, Diego Domínguez, Mercedes Lambre, Candelaria Molfese, Alba Rico, Facundo Gambandé y Samuel Nascimento 28. Te Creo - Martina Stoessel 29. Nel Mio Mundo - Martina Stoessel, Jorge Blanco, Diego Domínguez, Mercedes Lambre, Candelaria Molfese, Alba Rico, Facundo Gambandé y Samuel Nascimento 30. All'alba sorgero - Martina Stoessel 31. Crecimos Juntos - Martina Stoessel, Jorge Blanco, Diego Domínguez, Mercedes Lambre, Candelaria Molfese, Alba Rico, Facundo Gambandé y Samuel Nascimento |

## Presentaciones
| Fecha                    | Ciudad                  | País                 | Lugar                                         | Núm. de Funciones |
| ------------------------ | ----------------------- | -------------------- | --------------------------------------------- | ----------------- |
| Europa                   |                         |                      |                                               |                   |
| 3 de enero de 2015       | Madrid                  | España               | Palacio de Deportes de la Comunidad de Madrid | 2                 |
| 4 de enero de 2015       | Madrid                  | España               | Palacio de Deportes de la Comunidad de Madrid | 1                 |
| 6 de enero de 2015       | Zaragoza                | España               | Pabellón Príncipe Felipe                      | 2                 |
| 10 de enero de 2015      | Barcelona               | España               | Palau Sant Jordi                              | 1                 |
| 11 de enero de 2015      | Barcelona               | España               | Palau Sant Jordi                              | 1                 |
| 14 de enero de 2015      | Málaga                  | España               | Palacio de Deportes Martín Carpena            | 1                 |
| 15 de enero de 2015      | Málaga                  | España               | Palacio de Deportes Martín Carpena            | 1                 |
| 17 de enero de 2015      | Sevilla                 | España               | Palacio de Deportes San Pablo                 | 2                 |
| 18 de enero de 2015      | Sevilla                 | España               | Palacio de Deportes San Pablo                 | 1                 |
| 23 de enero de 2015      | Lisboa                  | Portugal             | MEO Arena                                     | 2                 |
| 24 de enero de 2015      | Lisboa                  | Portugal             | MEO Arena                                     | 2                 |
| 25 de enero de 2015      | Lisboa                  | Portugal             | MEO Arena                                     | 2                 |
| 28 de enero de 2015      | Turín                   | Italia               | Pala Alpitour                                 | 2                 |
| 30 de enero de 2015      | Milán                   | Italia               | Mediolanum Forum                              | 2                 |
| 31 de enero de 2015      | Milán                   | Italia               | Mediolanum Forum                              | 2                 |
| 1 de febrero de 2015     | Bolonia                 | Italia               | Unipol Arena                                  | 2                 |
| 3 de febrero de 2015     | Florencia               | Italia               | Mandela Forum                                 | 2                 |
| 4 de febrero de 2015     | Florencia               | Italia               | Mandela Forum                                 | 1                 |
| 6 de febrero de 2015     | Roma                    | Italia               | PalaLottomatica                               | 2                 |
| 7 de febrero de 2015     | Roma                    | Italia               | PalaLottomatica                               | 2                 |
| 8 de febrero de 2015     | Roma                    | Italia               | PalaLottomatica                               | 1                 |
| 11 de febrero de 2015    | Lyon                    | Francia              | Halle Tony Garnier                            | 2                 |
| 12 de febrero de 2015    | Lyon                    | Francia              | Halle Tony Garnier                            | 2                 |
| 14 de febrero de 2015    | Toulouse                | Francia              | Zenith de Toulouse                            | 2                 |
| 15 de febrero de 2015    | Toulouse                | Francia              | Zenith de Toulouse                            | 2                 |
| 18 de febrero de 2015    | París                   | Francia              | Zenith de París                               | 2                 |
| 19 de febrero de 2015    | París                   | Francia              | Zenith de París                               | 2                 |
| 20 de febrero de 2015    | París                   | Francia              | Zenith de París                               | 2                 |
| 21 de febrero de 2015    | París                   | Francia              | Zenith de París                               | 2                 |
| 22 de febrero de 2015    | París                   | Francia              | Zenith de París                               | 2                 |
| 24 de febrero de 2015    | Estrasburgo             | Francia              | Zenith de Strasbourg                          | 1                 |
| 25 de febrero de 2015    | Estrasburgo             | Francia              | Zenith de Strasbourg                          | 2                 |
| 27 de febrero de 2015    | Montpellier             | Francia              | Arena de Montpellier                          | 1                 |
| 28 de febrero de 2015    | Montpellier             | Francia              | Arena de Montpellier                          | 2                 |
| 3 de marzo de 2015       | Marsella                | Francia              | Dome de Marseille                             | 2                 |
| 4 de marzo de 2015       | Marsella                | Francia              | Dome de Marseille                             | 2                 |
| 7 de marzo de 2015       | Douai                   | Francia              | Gayant Expo                                   | 2                 |
| 8 de marzo de 2015       | Douai                   | Francia              | Gayant Expo                                   | 2                 |
| 11 de marzo de 2015      | Róterdam                | Países Bajos         | Ahoy Rotterdam                                | 2                 |
| 13 de marzo de 2015      | Bruselas                | Bélgica              | Palais 12                                     | 1                 |
| 14 de marzo de 2015      | Bruselas                | Bélgica              | Palais 12                                     | 2                 |
| 15 de marzo de 2015      | Bruselas                | Bélgica              | Palais 12                                     | 2                 |
| 18 de marzo de 2015      | Clermont-Ferrand        | Francia              | Zenith de Clermont-Ferrand                    | 2                 |
| 21 de marzo de 2015      | Ginebra                 | Suiza                | Arena de Ginebra                              | 1                 |
| 22 de marzo de 2015      | Ginebra                 | Suiza                | Arena de Ginebra                              | 2                 |
| 26 de marzo de 2015      | Múnich                  | Alemania             | Olympiahalle                                  | 1                 |
| 27 de marzo de 2015      | Múnich                  | Alemania             | Olympiahalle                                  | 1                 |
| 29 de marzo de 2015      | Łódź                    | Polonia              | Łódź Arena                                    | 2                 |
| América Latina           |                         |                      |                                               |                   |
| 17 de abril de 2015      | Buenos Aires            | Argentina            | Tecnópolis                                    | 1                 |
| 18 de abril de 2015      | Buenos Aires            | Argentina            | Tecnópolis                                    | 2                 |
| 19 de abril de 2015      | Buenos Aires            | Argentina            | Tecnópolis                                    | 2                 |
| 22 de abril de 2015      | Montevideo              | Uruguay              | Estadio Gran Parque Central                   | 1                 |
| 25 de abril de 2015      | Bahía Blanca            | Argentina            | Estadio Club Midgistas del Sur                | 1                 |
| 2 de mayo de 2015        | Resistencia             | Argentina            | Estadio Centenario                            | 1                 |
| 5 de mayo de 2015        | Asunción                | Paraguay             | Jockey Club                                   | 1                 |
| 8 de mayo de 2015        | Córdoba                 | Argentina            | Orfeo Superdomo                               | 2                 |
| 9 de mayo de 2015        | Córdoba                 | Argentina            | Orfeo Superdomo                               | 2                 |
| 12 de mayo de 2015       | Salta                   | Argentina            | Estadio Martearena                            | 1                 |
| 15 de mayo de 2015       | Quito                   | Ecuador              | Estadio Olímpico Atahualpa                    | 1                 |
| 17 de mayo de 2015       | Guayaquil               | Ecuador              | Estadio Modelo Alberto Spencer                | 1                 |
| 20 de mayo de 2015       | Lima                    | Perú                 | Jockey Club                                   | 1                 |
| 22 de mayo de 2015       | Ciudad de México        | México               | Auditorio Nacional                            | 1                 |
| 23 de mayo de 2015       | Ciudad de México        | México               | Auditorio Nacional                            | 2                 |
| 24 de mayo de 2015       | Ciudad de México        | México               | Auditorio Nacional                            | 2                 |
| 27 de mayo de 2015       | Guadalajara             | México               | Auditorio Telmex                              | 1                 |
| 28 de mayo de 2015       | Guadalajara             | México               | Auditorio Telmex                              | 1                 |
| 30 de mayo de 2015       | Monterrey               | México               | Auditorio Banamex                             | 2                 |
| 3 de junio de 2015       | Medellín                | Colombia             | Plaza de Toros La Macarena                    | 1                 |
| 6 de junio de 2015       | Bogotá                  | Colombia             | Centro de Eventos Autopista Norte             | 2                 |
| 7 de junio de 2015       | Barranquilla            | Colombia             | Estadio Romelio Martínez                      | 1                 |
| 10 de junio de 2015      | Ciudad de Panamá        | Panamá               | Figali Convention Center                      | 1                 |
| 13 de junio de 2015      | Santo Domingo           | República Dominicana | Estadio Quisqueya                             | 1                 |
| 16 de junio de 2015      | Santa Cruz de la Sierra | Bolivia              | Estadio Ramón Tahuichi Aguilera               | 1                 |
| 19 de junio de 2015      | Mendoza                 | Argentina            | Arena Maipú                                   | 1                 |
| 20 de junio de 2015      | Mendoza                 | Argentina            | Arena Maipú                                   | 2                 |
| 23 de junio de 2015      | Tucumán                 | Argentina            | Estadio La Ciudadela                          | 1                 |
| 27 de junio de 2015      | São Paulo               | Brasil               | Citibank Hall                                 | 2                 |
| 28 de junio de 2015      | São Paulo               | Brasil               | Citibank Hall                                 | 2                 |
| 30 de junio de 2015      | Río de Janeiro          | Brasil               | HSBC Arena                                    | 1                 |
| 3 de julio de 2015       | Santiago                | Chile                | Movistar Arena                                | 2                 |
| 4 de julio de 2015       | Santiago                | Chile                | Movistar Arena                                | 2                 |
| 5 de julio de 2015       | Santiago                | Chile                | Movistar Arena                                | 2                 |
| Europa                   |                         |                      |                                               |                   |
| 22 de agosto de 2015     | Varsovia                | Polonia              | Estadio Nacional de Varsovia                  | 1                 |
| 25 de agosto de 2015     | Cracovia                | Polonia              | Tauron Arena                                  | 1                 |
| 26 de agosto de 2015     | Cracovia                | Polonia              | Tauron Arena                                  | 1                 |
| 29 de agosto de 2015     | Budapest                | Hungría              | Arena Deportiva de Budapest László Papp       | 2                 |
| 30 de agosto de 2015     | Budapest                | Hungría              | Arena Deportiva de Budapest László Papp       | 2                 |
| 2 de septiembre de 2015  | Bucarest                | Rumania              | Piața Constituției                            | 1                 |
| 5 de septiembre de 2015  | Viena                   | Austria              | Wiener Stadthalle                             | 2                 |
| 6 de septiembre de 2015  | Viena                   | Austria              | Wiener Stadthalle                             | 1                 |
| 11 de septiembre de 2015 | Verona                  | Italia               | Arena de Verona                               | 1                 |
| 13 de septiembre de 2015 | Pésaro                  | Italia               | Adriatic Arena                                | 2                 |
| 15 de septiembre de 2015 | París                   | Francia              | Zenith de París                               | 1                 |
| 16 de septiembre de 2015 | París                   | Francia              | Zenith de París                               | 2                 |
| 19 de septiembre de 2015 | Nantes                  | Francia              | Zenith de Nantes                              | 2                 |
| 20 de septiembre de 2015 | Nantes                  | Francia              | Zenith de Nantes                              | 1                 |
| 22 de septiembre de 2015 | Burdeos                 | Francia              | Patinoire Mériadeck                           | 1                 |
| 23 de septiembre de 2015 | Burdeos                 | Francia              | Patinoire Mériadeck                           | 2                 |
| 26 de septiembre de 2015 | Stuttgart               | Alemania             | Hanns-Martin-Schleyer-Halle                   | 2                 |
| 27 de septiembre de 2015 | Stuttgart               | Alemania             | Hanns-Martin-Schleyer-Halle                   | 1                 |
| 13 de octubre de 2015    | Berlín                  | Alemania             | Mercedes-Benz Arena                           | 1                 |
| 17 de octubre de 2015    | Oberhausen              | Alemania             | König-Pilsener-Arena                          | 2                 |
| 18 de octubre de 2015    | Amberes                 | Bélgica              | Sportpaleis                                   | 1                 |
| 20 de octubre de 2015    | Colonia                 | Alemania             | Lanxess Arena                                 | 1                 |
| 23 de octubre de 2015    | Hamburgo                | Alemania             | Barclaycard Arena                             | 1                 |
| 24 de octubre de 2015    | Hamburgo                | Alemania             | Barclaycard Arena                             | 1                 |
| 27 de octubre de 2015    | Fráncfort               | Alemania             | Festhalle                                     | 1                 |
| 28 de octubre de 2015    | Fráncfort               | Alemania             | Festhalle                                     | 1                 |
| 31 de octubre de 2015    | Niza                    | Francia              | Palais Nikaia                                 | 1                 |
| 1 de noviembre de 2015   | Niza                    | Francia              | Palais Nikaia                                 | 1                 |

### Recaudaciones
| Fecha                 | Lugar               | Ciudad           | Núm. de shows | Entradas vendidas / Entradas disponibles | Recaudación |
| --------------------- | ------------------- | ---------------- | ------------- | ---------------------------------------- | ----------- |
| 22 de mayo de 2015    | Auditorio Nacional  | Ciudad de México | 5             | 38,107 / 61,723                          | $1,964,245  |
| 23 de mayo de 2015    | Auditorio Nacional  | Ciudad de México | 5             | 38,107 / 61,723                          | $1,964,245  |
| 24 de mayo de 2015    | Auditorio Nacional  | Ciudad de México | 5             | 38,107 / 61,723                          | $1,964,245  |
| 27 de mayo de 2015    | Auditorio Telmex    | Guadalajara      | 2             | 9,032 / 16,162                           | $432,986    |
| 28 de mayo de 2015    | Auditorio Telmex    | Guadalajara      | 2             | 9,032 / 16,162                           | $432,986    |
| 30 de mayo de 2015    | Auditorio Banamex   | Monterrey        | 2             | 10,220 / 13,890                          | $600,927    |
| 27 de junio de 2015   | Citibank Hall       | São Paulo        | 4             | 15,592 / 16,724                          | $1,299,280  |
| 28 de junio de 2015   | Citibank Hall       | São Paulo        | 4             | 15,592 / 16,724                          | $1,299,280  |
| 30 de junio de 2015   | HSBC Arena          | Río de Janeiro   | 1             | 6,607 / 9,938                            | $510,739    |
| 13 de octubre de 2015 | Mercedes-Benz Arena | Berlín           | 1             | 11,553 / 11,553                          | $832,263    |
| 18 de octubre de 2015 | Sportpaleis         | Amberes          | 1             | 10,125 / 15,455                          | $777,839    |
| 23 de octubre de 2015 | Barclaycard Arena   | Hamburgo         | 2             | 20,466 / 23,660                          | $1,411,950  |
| 24 de octubre de 2015 | Barclaycard Arena   | Hamburgo         | 2             | 20,466 / 23,660                          | $1,411,950  |